# آآدونتای تاجدار

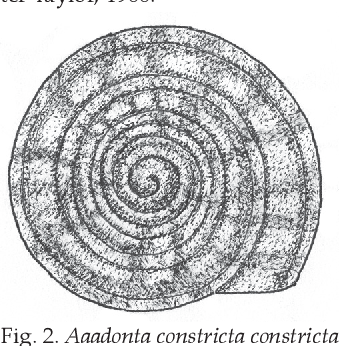
آآدونتای تاجدار

آآدونتای تاجدار (نام علمی: Aaadonta constricta) نام یک گونه از سرده آآدونتا است.